# 4060 Deipylos
4060 Deipylos este un asteroid descoperit pe 17 decembrie 1987 de Eric Elst și Guido Pizarro.